# ポリーmy love
『ポリーmy love』（原題：Along Came Polly）は、2004年にアメリカで製作・公開されたロマンティック・コメディ映画。日本では劇場公開されずビデオスルーになった。

## ストーリー
ルーベン・フェファーは、大手生命保険会社で働く、リスク回避を重視する優秀なアクチュアリー（保険数理士）である。彼は極度の潔癖症で、超が付くほどの慎重な性格であった。そのため彼は何事にも安全を重視し、冒険や危険とは無縁の生活を送っていた。
彼は新妻のリサ・クレイマーとセント・バーツ島で新婚旅行を楽しんでいたが、彼女がフランス人のスキューバ・インストラクターのクロードとセックスしているところを目撃してしまう。ニューヨークに1人帰国した彼は、自分の人生を元に戻そうとする。 ルーベンは友人のサンディ・ライルと一緒に画廊に行き、そこで中学校の同級生だったポリー・プリンスに出会う。
彼女はルーベンとは対照的な、非常に自由奔放で快活な性格である。そんな自分とは異なる彼女に惹かれたルーベンは、今までの自分から変われるかもしれないと思い、彼女に交際を申し込み、ルーベンとポリーは付き合い始める。彼女は、彼が嘗て「危険過ぎる」と切り捨てた活動に彼を誘う。例えば、モロッコ料理店で食事したのだが、ルーベンの過敏性腸症候群のためにさんざんな結果に終わる。しかし幸運なことに、ポリーは彼に2度目のチャンスを与え、彼らはサルサを踊り、その後情熱的にセックスをし、クライマックスでルーベンは「50」と叫ぶ。
リサが戻ってきてやり直りしたいと告げるまで、ルーベンとポリーの性格の好対照は様々な笑いを引き起こす。他方、ルーベンの友人で自己中心的な元ティーンアイドルのサンディ（注：男性）は、アマチュア劇『ジーザス・クライスト・スーパースター』でユダ役を演じつつ、『トゥルー・ハリウッド・ストーリー』で彼の半生を取り上げさせることによりカムバックを果たそうとしている。
ルーベンは、自由奔放なポリーと安全で気心の知れているリサの間で引き裂かれている。この問題を解決するため、彼はリスクを測定するコンピュータ保険プログラムに両者に関する情報を入力するが、プログラムをポリーが有利になるように調整する。コンピュータは、ポリーと一緒の時のルーベンの数々の失敗にも拘わらず、ポリーが彼にとって最もリスクが低い選択肢であると告げる。
ポリーは、高リスクの顧客であるリーランド・ヴァン・ルーを査定するためにルーのクルーザーでの旅に同行するルーベンと同行するが、彼のポリーに関するリスク分析の結果を見て気分を害する。彼女は一緒に住もうという彼の提案を拒否し、リサのところに戻った方が良いと彼に言う。家に帰ったルーベンはポリーに話しかけようとするが、無駄だった。彼はリサをサンディの芝居の初日に招待するが、そこでポリーが数時間後にニューヨークを発つことを知る。
ルーベンの父親のアーヴィングがサンディに向けて、過去に生きてはいけないというスピーチをした後、ルーベンは自分がリサではなくポリーと一緒にいたいのだと気づき、彼女が出ていくのを止めるために彼女のアパートに急ぐ。一方、サンディはルーベンの会社に乗り込み、ルーベン代わりにリーランドに関するリスク分析のプレゼンテーションを行い、リーランドに保険を適用させることに成功する。
ルーベンはポリーに追いつき、彼女に留まるように説得しようとする。彼と一緒にいるべきとの説得にポリーが応じないので、彼は危険を冒すことが出来ることを証明するために、地面に落ちている食べ物を食べる。ポリーは最終的に納得し、ルーベンと再び付き合うことになるが、2人とも結婚を急がず、段階的に関係を進めていくことに同意する。
ルーベンとポリーは、リサと新婚旅行をしたのと同じビーチで休暇を過ごす。ルーベンは再びクロードに遭遇するが、怒るのではなく、リサに関する醜い事実を見せてくれたことに感謝し、その後、ポリーと一緒に裸で海に入り、リーランドの新しいボートに乗り込む。

## キャスト
※括弧内は日本語吹替
- ルーベン・フェファー - ベン・スティラー（檀臣幸）
- ポリー・プリンス - ジェニファー・アニストン（安達忍）
- サンディ・ライル - フィリップ・シーモア・ホフマン（石住昭彦）
- リサ・クレーマー - デブラ・メッシング（小林さやか）
- スタン・インダースキー - アレック・ボールドウィン（佐々木勝彦）
- クロード - ハンク・アザリア（宮本充）
- リーランド・ヴァン・リュー - ブライアン・ブラウン（小島敏彦）
- ロクサンヌ - ミッシー・パイル（本田貴子）
- ワンサク - マシ・オカ
- ヴィック - ケヴィン・ハート

## スタッフ
- 監督：ジョン・ハンバーグ
- 製作：マイケル・シャンバーグ、ステイシー・シェア、ダニー・デヴィート
- 製作総指揮：ジェーン・バーテルミ、ダニエル・S・レヴィン
- 脚本：ジョン・ハンバーグ
- 撮影：シェイマス・マクガーヴェイ
- 音楽：セオドア・シャピロ

## 評価
レビュー・アグリゲーターのRotten Tomatoesでは162件のレビューで支持率は27%、平均点は4.80/10となった。Metacriticでは35件のレビューを基に加重平均値が44/100となった。